# استن چارلزوورث
استن چارلزوورث (انگلیسی: Stan Charlesworth؛ ۱۰ مارس ۱۹۲۰ – March 2003) بازیکن فوتبال اهل بریتانیا بود.
از باشگاه‌هایی که در آن بازی کرده‌است می‌توان به باشگاه فوتبال بارنزلی، باشگاه فوتبال گینزبورو ترینیتی، و باشگاه فوتبال گریمزبی تاون اشاره کرد.